# 北村元
北村 元（きたむら はじめ、1941年 - ）は、日本教育テレビ（NET）・テレビ朝日の元アナウンサー、フリーのジャーナリストである。日本大学卒業。

## 経歴
- 1941年、大阪市生まれ。
- 1964年にNETテレビにアナウンサーとして入社。主にレディズ・チャレンジボウルの実況を担当。
  - 1970年に中山律子が日本女子プロボウリング史上初のパーフェクトを達成したときも実況
- 1977年から81年まで、BBC（英国放送協会）の日本語部に出向、「イギリスのユーモア」などの短波放送を手がける。
- 1985年にテレビ朝日外報部に異動、バンコク支局長、ハノイ支局長、シドニー支局長を歴任。
- 2001年にテレビ朝日を退社。
- 2001年から2004年10月まで、西シドニー大学人文学部にて名誉客員研究員として「ベトナム戦争における枯葉剤の影響」を調査研究。あわせて枯葉剤後遺症の被害者支援活動も行っている。[1]

## 出演番組

### テレビ
- レディズ・チャレンジボウル
- ANNニュースファイナル

## 著書
- アメリカの化学戦争犯罪―ベトナム戦争枯れ葉剤被害者の証言
- タイ・うごめく「人」景

## 資料
1. ↑  枯葉剤被害者に寄り添って30年 北村元さん（オーストラリア・SBS放送）